# Melker (Band)
Melker ist eine Schweizer Mundart-Band.

## Geschichte
Melker ist eine Berner Mundart-Band, die aus dem 2013 aufgelösten Projekt Maniporno 2015 neu um den Sänger und Texter „Gaviões“ und dem Musiker und Produzenten Marco Fuorigioco hervorgegangen ist. 2016 erschien eine erste Single „Was weiss i“ auf der Mani Matter Kompilation „Und so blybt no sys lied“ im Zytglogge Verlag. Im Februar 2017 erschien das Debütalbum 2-10 (Warmer Brothers Recordings/Equipe Music) gefolgt von Live-Auftritten in der deutschsprachigen Schweiz. Im November 2018 folgte das zweite Album Roc (Warmer Brothers Recordings/Irascible).

## Diskografie
Alben
- 2-10 (Warmer Brothers Recordings/Equipe Music, 2017)
- Roc (Warmer Brothers Recordings/Irascible, 2018)

Singles
- Was weiss ig (Zytglogge Verlag, 2016)
- Chaut Wi Is (Warmer Brothers Recordings/Equipe Music, 2017)
- Jeanshose (Warmer Brothers Recordings/Irascible, 2018)

Kompilationen
- Und so blybt no sys Lied (Zytglogge Verlag, 2016)